# Gelasius (Vergolder)
Gelasius war ein antiker römischer Vergolder (inaurator), der in der 1. Hälfte des 3. Jahrhunderts in Rom tätig war.
Er ist einzig durch seine Nennung in einer Inschrift bekannt. Die Weihinschrift mit Nennung zahlreicher Stifter kommt aus dem Heiligtum des Iupiter Dolichenus auf dem Aventin in Rom und befindet sich heute in den Kapitolinischen Museen.
Neben ihm sind noch zwei weitere römische Vergolder inschriftlich bekannt: Agathocules und Philomusus.